# God Save the Teen
God Save the Teen è il quinto album in studio del cantautore statunitense Mod Sun, pubblicato nel 2023.

## Tracce
1. Eyelids – 2:46
2. Revenge – 2:37
3. Avril's Song – 2:45
4. Shelter (feat. Avril Lavigne) – 3:10
5. Courtney Fucked Kurt – 1:32
6. SOS (feat. Royal & the Serpent) – 2:58
7. Single Mothers – 3:29
8. Iris (cover dei Goo Goo Dolls) – 2:57
9. When We're Dead – 3:00
10. Wolves – 3:53
11. Drive – 3:14
12. Delusional Confidence – 3:42

Durata totale: 36:03